# Castel Belvedere
Castel Belvedere, detto anche castello de La Mot (Castèl de la Mót in trentino), era un castello medievale nel comune di Baselga di Piné in provincia di Trento di cui oggi non rimangono che pochi resti.

## Storia
La fortezza era già presente nel 1160 e sorgeva in una posizione strategica sul dosso "de La Mot" a 1069 m s.l.m. da cui dominava a 360° l'altopiano di Piné e da cui poteva mettersi in contatto usando segnali di fumo, falò o specchi con una decina di altri castelli.
Feudo dei principi vescovi di Trento, fu assegnato alla famiglia Roccabruna di Fornace. Essi erano vassalli molto fidati visto che il vescovo Egnone di Appiano usò per ben tre volte questo castello come rifugio durante le lotte contro i conti di Tirolo. Nel 1257 questi ultimi però ebbero la meglio e il castello passò nelle mani di Mainardo II di Tirolo-Gorizia.
Nel 1349 un esercito al soldo dei Da Carrara, signori di Padova, penetrò in Valsugana mettendola a ferro e fuoco, e occupando vari castelli tra cui Castel Belvedere.
Dopo 7 anni di dominio padovano, i conti di Tirolo riuscirono a rioccupare la zona ma al costo della distruzione di alcuni castelli. Castel Belvedere fu uno di questi e oggi ne rimangono solo pochi resti: la base del mastio di 7x7 metri e altri brandelli di mura.
Ai piedi del dosso esiste tuttora il "maso della Purga", probabile italianizzazione del termine tedesco Burgstall che indica le stalle di un castello: pare infatti che il maso si costruito in parte con materiali di risulta provenienti da Castel Belvedere.
Le rovine sono liberamente accessibili seguendo il sentiero che parte dalla frazione di Valt.